# Mena Suvari

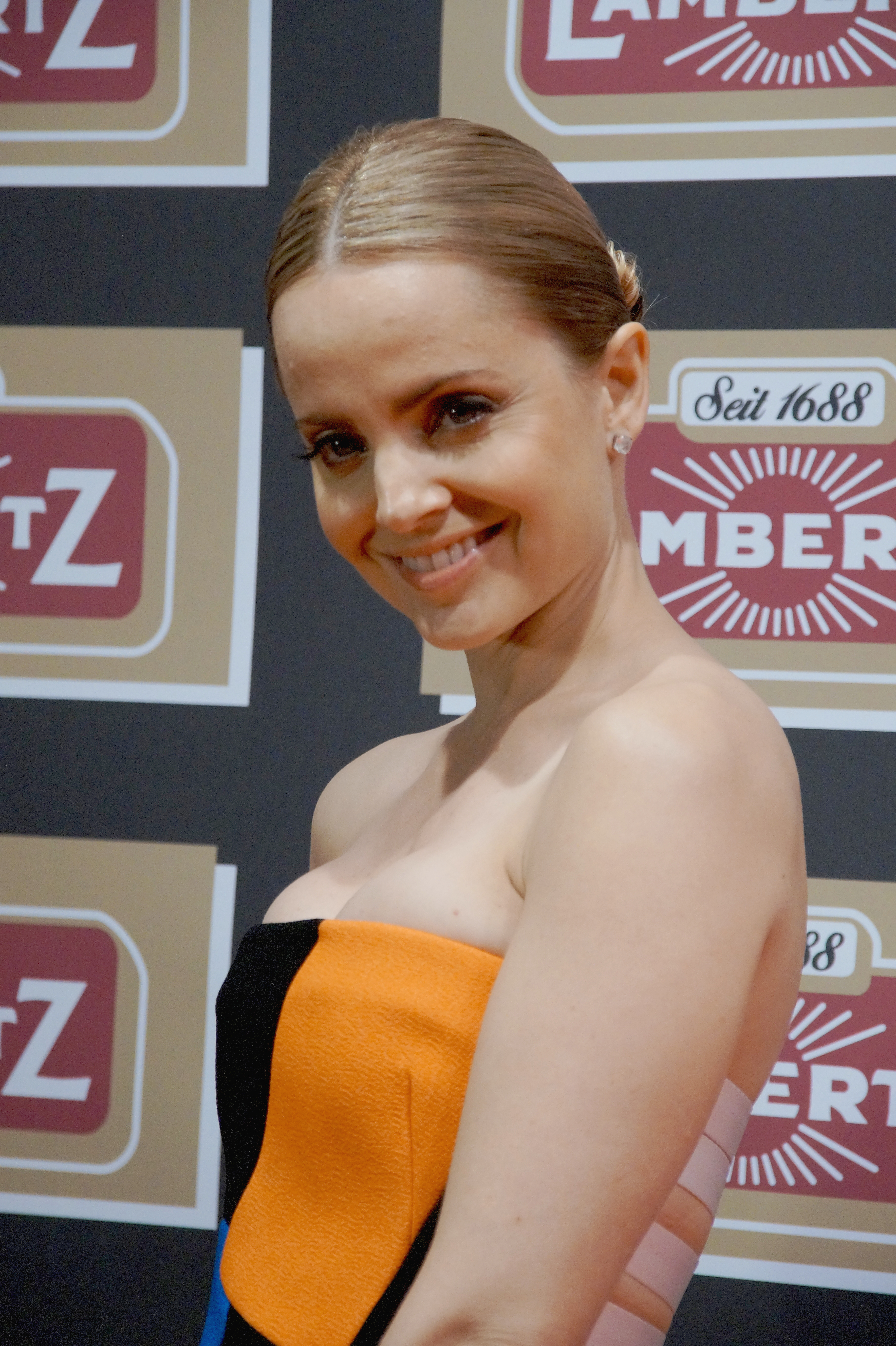
Mena Suvari bei der Lambertz Monday Night, im Februar 2016.

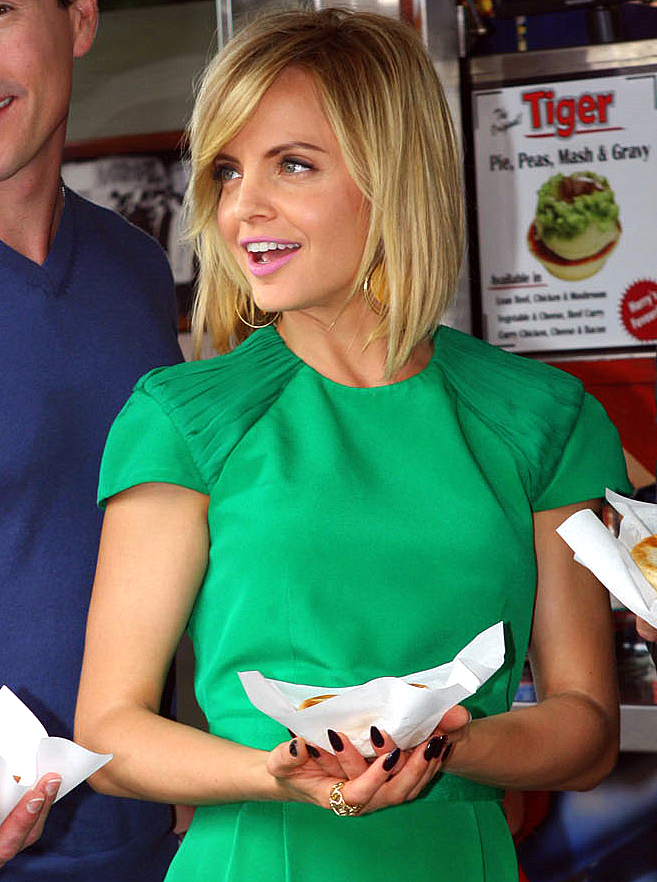
Mena Suvari 2012 auf der Premiere ihres Films American Pie - Das Klassentreffen.

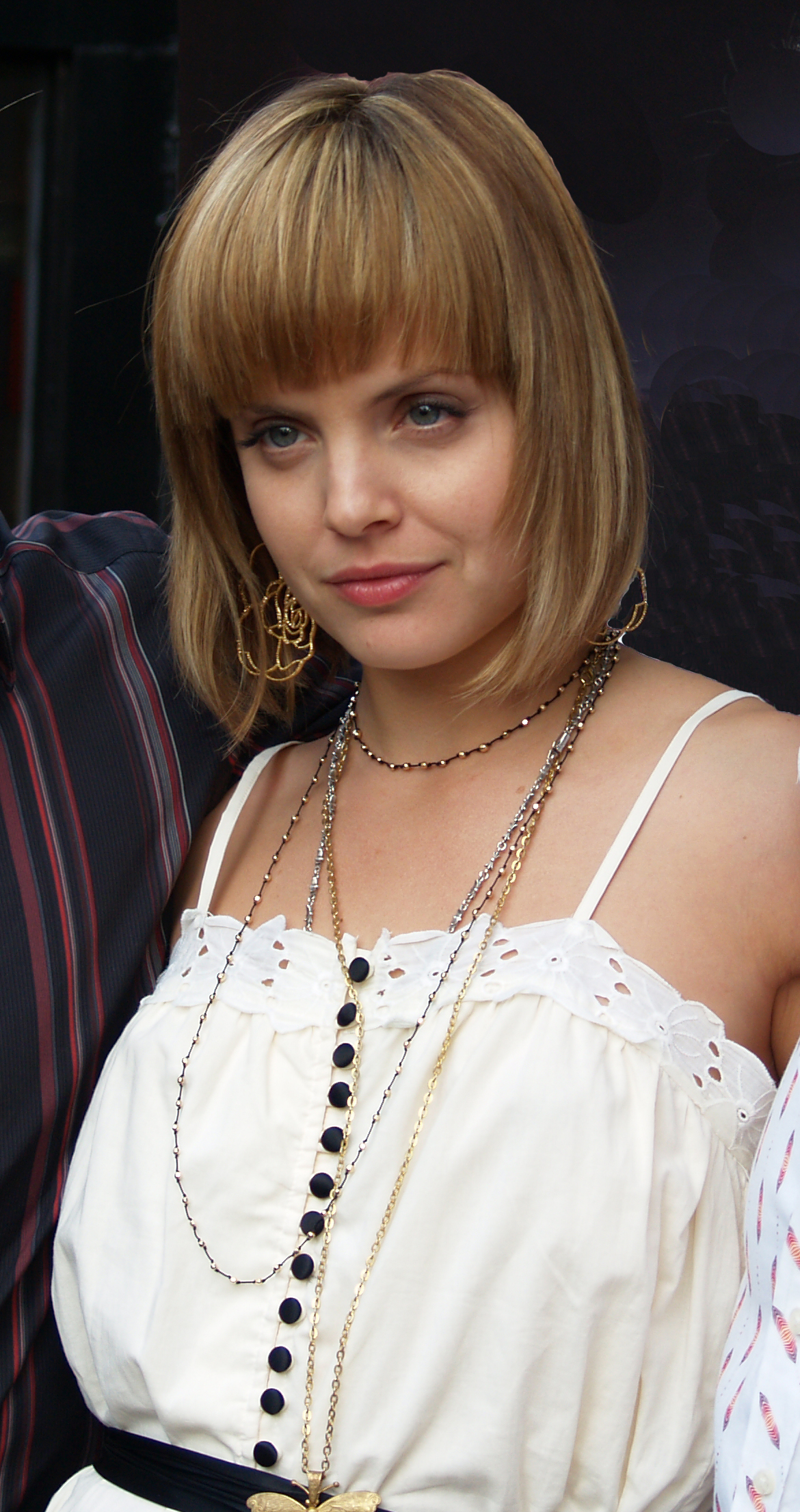
Mena Suvari 2007

Mena Alexandra Suvari (* 13. Februar 1979 in Newport, Rhode Island) ist eine US-amerikanische Schauspielerin, Modedesignerin und ein Model. Bekanntheit erlangte sie mit ihren Rollen als Angela Hayes in American Beauty (1999) und als Heather in drei Filmen der Filmreihe American-Pie (1999, 2001, 2012).

## Leben
Suvari wurde in Newport, Rhode Island, als Tochter von Candice (Geburtsname Chambers), einer Krankenschwester, und Ando Suvari, eines Psychiaters, geboren. Ihre Mutter ist griechischer Abstammung, ihr Vater estnischer Abstammung. Sie hat drei ältere Brüder.
Im Alter von zwölf Jahren arbeitete Suvari erstmals als Fotomodell, unter anderem für Oscar de la Renta, und hatte kleinere Auftritte in Werbespots. Sie arbeitete fünf Jahre lang mit der New Yorker Modelagentur Wilhelmina zusammen. Suvari besuchte die Providence High School in Burbank und absolvierte 1997 ihren Abschluss.
Am 4. März 2000 heiratete sie den 17 Jahre älteren deutschen Kameramann Robert Brinkmann, jedoch wurde die Ehe im Mai 2005 geschieden. Ihre zweite Ehe schloss sie Ende Juni 2010 in Rom mit dem damals 25-jährigen Konzertmanager Simone Sestito. Im Januar 2012 reichte Suvari die Scheidung ein. Im Oktober 2018 heiratete sie ihren dritten Ehemann Michael Hope.

## Karriere
Suvari begann ihre Schauspielkarriere Mitte der neunziger Jahre mit Auftritten in Fernsehserien. Sie war unter anderem in Das Leben und ich und Emergency Room – Die Notaufnahme zu sehen. In Chicago Hope – Endstation Hoffnung spielte sie ein HIV-krankes Mädchen namens Ivy.
Ihre erste Filmrolle hatte sie 1997 an der Seite von James Duval in dem Film Nowhere. Anschließend spielte sie eine kleine Rolle als Coty Pierce in dem 1997 erschienenen Thriller … denn zum Küssen sind sie da mit Morgan Freeman und Ashley Judd. 1998 spielte sie eine Nebenrolle in dem Independentdrama Hauptsache Beverly Hills an der Seite von Natasha Lyonne, ihrer späteren Filmpartnerin in American Pie.
1999 war sie in dem oscarprämierten Film American Beauty zu sehen, für welchen sie eine Nominierung für den British Academy Film Award als beste Nebendarstellerin sowie für den Blockbuster Entertainment Award als beliebteste Newcomerin erhielt. Ihre Performance als Angela Hayes bescherte ihr zudem internationale Bekanntheit als Schauspielerin. Im selben Jahr spielte sie die Rolle der Heather in dem erfolgreichen Teenagerfilm American Pie – Wie ein heißer Apfelkuchen. Der Film spielte weltweit über 200 Millionen Dollar ein. Außerdem war sie als Lisa Parker in Carrie 2 – Die Rache zu sehen, der Fortsetzung des Films aus dem Jahr 1976. Sie spielt in dem Film die beste Freundin von Emily Bergls Figur, die Selbstmord begeht.
Suvari spielte an der Seite von American Pie Co-star Jason Biggs in der romantischen Komödie Loser – Auch Verlierer haben Glück (2000). Gemeinsam mit Biggs trat sie außerdem in dem Musikvideo Teenage Dirtbag der Band Wheatus auf, dem Titelsong des Films. 2001 war sie in The Musketeer zu sehen, welcher aber von Kritikern überwiegend negativ aufgenommen wurde. Sie wiederholte ihre Rolle als Heather in der Fortsetzung von American Pie, American Pie 2 (2001), der wie schon der erste Teil ein großer Kinoerfolg war. Suvari spielte in der Komödie Sugar & Spice (2001) die Cheerleaderin Kansas Hill. Der Film floppte an den Kinokassen. Im folgenden Jahr war sie in dem Independentdrama Spun – Leben im Rausch neben Brittany Murphy zu sehen und spielte in Nicolas Cages Regiedebüt Sonny an der Seite von James Franco.
2004 wurde Suvaris Film Traumata auf dem Sundance Film Festival veröffentlicht. Zudem übernahm sie eine wiederkehrende Rolle in der Fernsehserie Six Feet Under – Gestorben wird immer als lesbische Poetin Edie. Für ihre Ensembleleistung erhielt Suvari 2005 gemeinsam mit dem Cast eine Nominierung für den Screen Actors Guild Award in der Kategorie Bestes Schauspielensemble in einer Fernsehserie – Drama.
Suvari spielte an der Seite von Keira Knightley in Tony Scotts Domino (2005). Der Film basiert auf der wahren Geschichte der Domino Harvey. Ebenfalls 2005 spielte sie Jennifer Anistons Schwester in dem Liebesfilm Wo die Liebe hinfällt … und die Rolle der Joanne Marcus in der Komödie Beauty Shop mit Queen Latifah und Alicia Silverstone. 2006 war sie neben Katherine Heigl in einer Hauptrolle in der romantischen Komödie Caffeine zu sehen. Im gleichen Jahr stand sie an der Seite von Sienna Miller für die Biografie Factory Girl vor der Kamera. Der Film erzählt die Geschichte von Edie Sedgwick und Andy Warhol.
2007 spielte sie neben Freddie Prinze Junior und Alec Baldwin in dem Krimidrama Brooklyn Rules und in Stuart Gordons Thriller Stuck. 2008 war sie in dem Horrorfilm Day of the Dead in einer Hauptrolle zu sehen. Der Film ist ein Remake des gleichnamigen Films aus dem Jahr 1985. In Ein verhängnisvoller Sommer spielte sie die Buchhändlerin Phlox Lombardi. Der Film wurde auf dem Sundance Film Festival 2008 uraufgeführt. Suvari wiederholte 2012 die Rolle der Heather in American Pie: Das Klassentreffen. Für den vierten Teil der American-Pie-Reihe kehrten neben Suvari auch alle anderen Hauptdarsteller aus dem ersten Teil vor die Kamera zurück, nachdem zunächst einige inoffizielle Fortsetzungen mit anderen Darstellern produziert worden waren.
Im Jahr 2024 spielte Suvari eine Hauptrolle als Detective Thompson in der Kurzform-Science-Fiction-Serie RZR. Für ihre Leistung wurde sie für den Primetime Emmy Award als herausragende Darstellerin in einer Kurzform Komödien- oder Dramaserie nominiert.

## Filmografie (Auswahl)

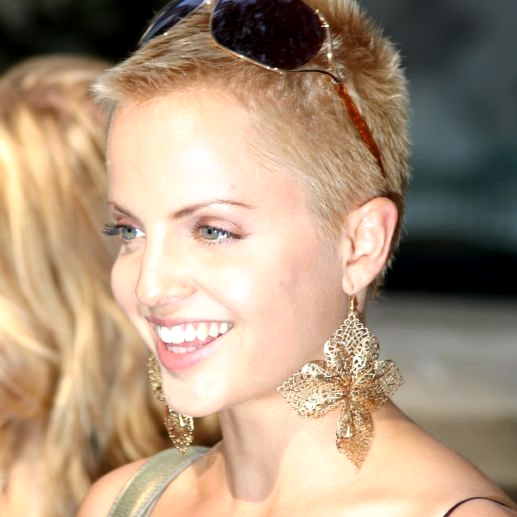
Suvari im Jahre 2007

### Filme
- 1997: Nowhere
- 1997: Snide and Prejudice
- 1997: … denn zum Küssen sind sie da (Kiss the Girls)
- 1998: Hauptsache Beverly Hills (Slums of Beverly Hills)
- 1999: Carrie 2 – Die Rache (The Rage: Carrie 2)
- 1999: Zugfahrt ins Jenseits (Atomic Train, Fernsehfilm)
- 1999: American Pie – Wie ein heißer Apfelkuchen (American Pie)
- 1999: Die amerikanische Jungfrau (American Virgin)
- 1999: American Beauty
- 2000: Loser – Auch Verlierer haben Glück (Loser)
- 2001: Sugar & Spice
- 2001: American Pie 2
- 2001: The Musketeer
- 2002: Spun – Leben im Rausch (Spun)
- 2002: Sonny
- 2004: Traumata (Trauma)
- 2005: Beauty Shop
- 2005: Standing Still – Blick zurück nach vorn (Standing Still)
- 2005: Edmond
- 2005: Domino
- 2005: Wo die Liebe hinfällt … (Rumor Has It…)
- 2006: Orpheus (Fernsehfilm)
- 2006: Caffeine
- 2006: The Dog Problem
- 2006: Factory Girl
- 2007: Brooklyn Rules
- 2007: Stuck
- 2008: The Garden of Eden
- 2008: Ein verhängnisvoller Sommer (The Mysteries of Pittsburgh)
- 2008: Day of the Dead
- 2008: Sex & Lies in Sin City (Fernsehfilm)
- 2010: Children of the Spider
- 2011: No Surrender (Fernsehfilm)
- 2011: Küssen verboten! – Honeymoon mit Hindernissen (You May Not Kiss The Bride)
- 2011: Restitution
- 2012: Happy Valley (Fernsehfilm)
- 2012: American Pie: Das Klassentreffen (American Reunion)
- 2012: The British Bride – Binde sich wer kann! (The Knot)
- 2013: Stalkers (Fernsehfilm)
- 2014: Don’t Blink
- 2014: Die Sex-Wette – The Winner Takes It All (The Opposite Sex)
- 2015: Badge of Honor
- 2016: I’ll Be Home for Christmas
- 2017: Becks
- 2019: The Murder of Nicole Brown Simpson
- 2019: Apparition
- 2020: Don’t Tell a Soul
- 2020: What Lies Below
- 2021: Paradise Cove – Lieber gehasst als ignoriert (Paradise Cove)
- 2021: Locked In
- 2021: Grace and Grit
- 2021: Fourth Grade
- 2022: Cheerleader Conspiracy (Deadly Cheer Mom, Fernsehfilm)
- 2022: The Greatest Inheritance (The Inheritance)
- 2022: Hunt Club
- 2022: House of Chains
- 2022: The Accursed
- 2023: Twisted Sister (Fernsehfilm)
- 2023: Breakwater – Dämonen der Vergangenheit (Breakwater)
- 2023: Dark Obsession
- 2023: All You Need Is Blood
- 2024: Kalahari – Hunting Grounds (Kalahari)
- 2024: Reagan
- 2024: Ick
- 2024: Beyond the Rush
- 2025: All There Is

### Serien
- 1995–1996 Das Leben und Ich (Boy Meets World) (2 Folgen)
- 1996: Fast perfekt (Minor Adjustments) (1 Folge)
- 1996: Emergency Room – Die Notaufnahme (ER) (1 Folge)
- 1996–1997: High Incident – Die Cops von El Camino (High Incident) (3 Folgen)
- 1997: Chicago Hope – Endstation Hoffnung (Chicago Hope) (1 Folge)
- 1997: 413 Hope St. (1 Folge)
- 2004: Six Feet Under – Gestorben wird immer (Six Feet Under) (7 Folgen)
- 2010: Psych (1 Folge)
- 2011: The Cape (1 Folge)
- 2011, 2018: American Horror Story (3 Folgen)
- 2012: Chicago Fire (7 Folgen)
- 2014–2018: Clarence (Stimme, 7 Folgen)
- 2015: South of Hell (8 Folgen)
- 2018: American Woman (11 Folgen)
- 2024: RZR (6 Folgen)

### Videospiele
- 2005: Kingdom Hearts II (Videospiel, Sprechrolle)
- 2007: Kingdom Hearts II: Final Mix (Videospiel, Sprechrolle)

### Musikvideos
- 2000: Teenage Dirtbag von Wheatus